# Habitatge al carrer Pi i Margall, 8 (Molins de Rei)
L'Habitatge al carrer Pi i Margall, 8 és una obra modernista de Molins de Rei (Baix Llobregat) inclosa a l'Inventari del Patrimoni Arquitectònic de Catalunya.

## Descripció
Edifici modernista de planta baixa i 2 pisos. La planta s'ha reformat convertint-la en botiga. El primer pis està format per una gran finestra ogival amb tres panys, els quals tenen els marcs amb formes ondulades. Al voltant del panys hi ha decoració de ceràmica vidriada policroma representant motius florals. La barana del balcó és de ferro treballat amb un sòcol, també de ceràmica. El segon pis consta de tres finestres arrodonides a la part superior i separades per columnes. La teulada té dues finestres que sobresurten de la façana rematades per una petita decoració ceràmica. L'interior de l'edifici, a excepció de la botiga, conversa el conserva el caràcter modernista.